# Чинарьов Павло Олексійович
Павло Олексійович Чинарьов (нар.. 23 травня 1986, Ленінград (Сестрорєцьк), Російська РФСР, СРСР) — російський актор театру і кіно.

## Біографія

### Ранні роки
Павло Чінарьов народився 23 травня 1986 року в Ленінграді (Сестрорєцьк), в сім'ї інженерів — електриків. У Павла є рідна старша сестра Катерина (нар. 1976).
З дитинства і до вступу до театрального ЗВО Павло відвідував дитячу театральну студію в Санкт-Петербурзі, куди привела його старша сестра. Акторська майстерність в студії йому викладав Антон Володимирович Духівський .
У віці шістнадцяти років вступив на факультет акторського мистецтва та режисури Санкт-Петербурзької державної академії театрального мистецтва (СПбДАТМ) (майстерня професора Льва Абрамовича Додіна). Середню школу закінчив екстерном. Після третього курсу, не розуміючи, що від нього хоче майстер, взяв академічну відпустку терміном на півроку і пішов навчатися на бармена. Продовжив навчання в академії вже в майстерні професора Юрія Михайловича Красовського . Закінчив СПбДАТМ за фахом «Акторське мистецтво» в 2007 році.

### Кар'єра
Після закінчення академії вирішив не показуватися в театрах з метою працевлаштування, як це робили більшість випускників. Перші півроку займався творчою діяльністю з відкриття нових супермаркетів. Потім близько року працював таксистом.
У 2008 році був прийнятий в трупу Державного драматичного театру «Притулок комедіанта» в Санкт-Петербурзі.
Пізніше почав співпрацювати з петербурзькою незалежною театральною групою «Театр post», створеної в 2011 році режисером Дмитром Волкостреловим.
У 2011 році виконав головну роль в найрадикальнішій виставі російського театру «Солдат», поставленій за п'єсою Павла Пряжка петербурзьким режисером Дмитром Волкостреловим (спільна робота московського «ТЕАТРА.DOC» і санкт-петербурзького «Театру post»).
У 2013—2014 роках перебував у складі стажерської групи Московського Художнього театру імені А. П. Чехова (був зайнятий в спектаклях «Коник-Горбоконик» за казкою Єршова і «Піквікський клуб» Діккенса), а потім увійшов до основного складу трупи. Грає в спектаклях «Ідеальний чоловік. Комедія» та «Карамазови» режисера Костянтина Богомолова.
Співпрацює також з Державним театром націй в Москві, де зайнятий в спектаклях «Гаргантюа і Пантагрюель», «Ідіот», «Три дні в пеклі» і «ГрозаГроза».
У 2015 році знявся в ролі гопника — інтелектуала Петра у фільмі Михайла Местецького «Ганчірковий союз». За виконання ролі в цьому фільмі Павло Чинарьов разом з акторами Василем Буткевичем, Олександром Палем та Іваном Янковським був удостоєний призу «За найкращу чоловічу роль» чоловічому акторській ансамблю на Відкритому російському кінофестивалі «Кінотавр» у Сочі в 2015 році.

### Особисте життя
Павло Чинарьов одружений з Оленою Олександрівною Бондарчук. У подружжя є син (нар. вересень 2016).

## Творчість

### Роботи в театрі
Державний драматичний театр «Притулок комедіанта» (Санкт-Петербург)
- 2008 — «Шопінг&F**king» за твором «Shopping & Fucking» («Шопінг і секс») англійського драматурга Марка Равенхілла (режисер — Сергій Щіпіцін)[12] — * 2009 — «Сірано де Бержерак» за однойменною п'єсою Едмона Ростана (режисер — Андрій Коріон, прем'єра — 23 листопада 2009 року) —  Крістіан
- 2009 — «Літо, якого ми не бачили зовсім» за однойменною п'єсою Юрія Клавдієва (режисер — Андрій Коріон, прем'єра — 10 квітня 2009 року) —  Артем[13][14][15][16][17]
- 2011 — «Лір» за мотивами трагедії «Король Лір» Вільяма Шекспіра (режисер-постановник — Костянтин Богомолов, прем'єра — 23 вересня 2011 року) —  Корделія Лірівна Лір, молодша дочка короля Ліра[18][19][20]
- 2012 — «Шинель. Dress Code» за мотивами повісти «Шинель» Миколи Васильовича Гоголя (режисер — Тимофій Кулябин, прем'єра — 8 марта 2012 року[21]) — чиновник департамента[22]
- 2016 — «Лір» (відновлений спектакль) за мотивами трагедії «„Король Лір“» Вільяма Шекспіра (режисер-постановник — Костянтин Богомолов, прем'єра — 23 вересня 2011 року, відновлений 21 вересня 2016 року) —  Корделія Ліровна Лір, молодша дочка короля Ліра[23][24]

«Театр.doc» (Москва) і «Театр post» (Санкт-Петербург)
- 2011 — «Солдат» по пьесе Павла Пряжка (режисер — Дмитро Волкострелов, прем'єра — 23 грудня 2011 року, тривалість вистави — 10 хвилин[25]) — солдат (главная роль)[8][26]

Московський Художній театр імені А. П. Чехова
- з 2013 — «Ідеальний чоловік. Комедія» за п'єсою Костянтина Богомолова за творами Оскара Вайлда (режисер — Костянтин Богомолов, прем'єра — 10 лютий 2013 року) — Мейбл, сиротка[27][28]
- з 2013 — «Карамазови» за мотивами роману «Брати Карамазови» Ф. М. Достоєвського (режисер — Костянтин Богомолов, прем'єра — 26 листопада 2013 року) —  механічний мент / монах / бодігард при інвалідці / Калинка-малинка / спеціальний / Любов / шинкар[29]

Державний театр націй (Москва)
- 2013 — «Три дня в пеклі» за однойменною п'єсою Павла Пряжка (режисер — Дмитро Волкострелов, прем'єра — 12 вересня 2013 року) —  хлопець у військових штанях  (головна роль)[30][31]
- 2014 — «Ґарґантюа та Пантаґрюель» за мотивами однойменного роману Франсуа Рабле (режисер — Костянтин Богомолов, прем'єра — 12 травня 2014 роки) — как…шка і не тільки[32]
- 2015 — «Ідіот» за мотивами однойменного роману Федора Достоєвського (режисер — Максим Діденко, прем'єра — 16 січень 2015 року) —  Аглая Іванівна Єпанчина / Гаврило (Ганя) Ардаліонович Іволгин  (по черзі)[33][34]
- 2017 — «ГрозаГроза» за мотивами п'єси «Гроза» Олександра Островського (режисер — Євген Марчеллі, прем'єра — 28 березня 2017 року) —  Борис Григорович, племінник купця Савела Прокоповича Дикого / Тихон Іванович Кабанов, син купчихи Марфи Гнатівни Кабанової («Кабанихи»)  (Павло виконує в одній виставі відразу обидві ці ролі)[35]

Московський державний театр «Ленком»
- 2014 — «Борис Годунов» за мотивами однойменної трагедії Олександра Пушкіна (постановка — Констянтина Богомолова, прем'єра — 8 вересня 2014 року) — Петро Федорович Басманов / ігумен Чудова монастиря (Пафнутій)[6]

### Фільмографія
1. 2000—2005 — ОБЖ — Пашка, учень школи
2. 2005 — Garpastum — епізод
3. 2007 — Злочин і покарання — епізод
4. 2007 — Опера. Хроніки вбивчого відділу 3 (серія № 10 «Дорогоцінні листи») — Сергій Загорулько
5. Рік випуску 2008 — Паперовий солдат — епізод
6. 2009 — Ливарний 3 (серія № 25 «Золота осінь») — Юра
7. 2009 — Одержимий — Джек (Женя) Рюмін, наркоман
8. 2009 — Відставник — радист
9. 2009 — Черчилль (фільм № 10 «Оптичний обман») — Кирило Каменєв, син Віри Андріївни і Олега Миколайовича
10. 2010 — Тульський Токарев — бармен
11. 2010 — Черкизона. Одноразові люди — Драгон
12. 2010 — Морські дияволи 4 (серія № 22 «Пролом у захисті») — Ігор
13. 2010 — Прощай, «Макаров»! (серія № 24 «Гірськолижний курорт») — Максим
14. 2011 — Козак — Михайло, син бізнесмена Євгена Зарецького
15. 2011 — Очкарик — Іван, син кримінального авторитета Максима Сибірцева («Сибіряка»)
16. 2011 — Іван і Толян — Анатолій (Толян) Найдьонков, приватний детектив
17. 2012 — Крутий — Гера
18. 2012 — Ливарний 7 (серія № 13 «Синдикат») — Льоня
19. 2012 — ППС 2 (серія № 7 «Самооборона») — Микита
20. 2014 — Королева бандитів 2 — Гоша
21. 2015 — Ганчірковий союз — Петро, гопник — інтелектуал
22. 2016 — Клим — Всеволод Долгих, капітан поліції
23. 2016 — Маршрут побудований — Андрій, чоловік Ольги, батько Ксюши
24. 2016 — Шакал — Ілля Любовський, бандит
25. 2016 — Стіна — Григорій Колдирев, молодий службовець посольського приказу[36]
26. 2017 — Лікар Ріхтер — Руслан Єгоршин, лікар-невролог
27. 2017 — Наліт — Марік, ветеринар
28. 2017 — Демон революції — матрос, який звільнив Олексія Мезенцева з в'язниці
29. 2017 — Гурзуф — Аркадій Лаврик, коханий Регіни Морозової
30. 2018 — Мажор 3 — Іван Костянтинович Соловйов, професійний автовикрадача, хлопець Ганни Родіонової, друг Ігоря Соколовського
31. 2018 — Підкинули — прокурор
32. 2018 — Лікар Ріхтер 2 — Руслан Єгоршин, лікар-невролог
33. 2018 — Знахар — Діма Чагін
34. 2018 — Експерт — Андрій Володимирович Градов, фахівець у галузі електронних систем безпеки банків
35. 2019 — Мільярд — Олег, позашлюбний син банкіра Матвія Федоровича Левіна, озброєний грабіжник-невдаха
36. 2019 — Стрибок Богомола — Костянтин Богомолов, радянський військовий розвідник з агентурними псевдонімом «Богомол», офіцер НКВД / Гоша Саприкін (поганяло — «Мопс»), впроваджений в банду «Праски» злодій[37]
37. 2019 — Лікар Ріхтер 3 — Руслан Єгоршин, лікар-невролог
38. 2020 — Смертельні ілюзії — молодший брат-ілюзіоніст
39. 2020 — Заборонена зона — Олексій
40. 2020 — Доктор Преображенський — Гена
41. 2021 — Мажор — Іван Костянтинович Соловйов, професійний автовикрадач, друг Ігоря Соколовського
42. 2021 — Метод 2 — Макс
43. 2021 — Девятаев — Микола Ларін, льотчик
44. 2021 — Мажор 4 — Іван Костянтинович Соловйов, професійний автовикрадач, друг Ігоря Соколовського
45. 2022 — Пальміра -

## Нагороди
- 2013 — спектакль за участю Павла Чінарёва «Солдат» за п'єсою Павла Пряжка режисера Дмитра Волкострелова («Театр.doc» (Москва) спільно з «Театром post» (Санкт-Петербург)) був номінований на російську національну театральну премію " Золота маска " 2013 року (театральний сезон 2011—2012 років) в конкурсі «експеримент» в категорії «Найкраща вистава-експеримент»[25].
- 2014 — спектакль за участю Павла Чинарьова «Ідеальний чоловік. Комедія» за п'єсою Костянтина Богомолова за творами Оскара Вайлда режисера Костянтина Богомолова (Московський Художній театр імені А. П. Чехова) удостоєний спеціального «Призу критики» російської національної театральної премії «Золота маска» 2014 роки (театральний сезон 2012—2013 років)[27][28].
- 2015 — приз «За найкращу чоловічу роль» чоловічому акторському ансамблю на Відкритому російському кінофестивалі « Кінотавр» у Сочі — за виконання ролі у фільмі «Ганчірковий союз» режисера Михайла Местецького (разом з акторами Василем Буткевичем, Олександром Палем та Іваном Янковським)[10][11].